# Saint-Maurice-de-Gourdans
Saint-Maurice-de-Gourdans – miejscowość i gmina we Francji, w regionie Owernia-Rodan-Alpy, w departamencie Ain.

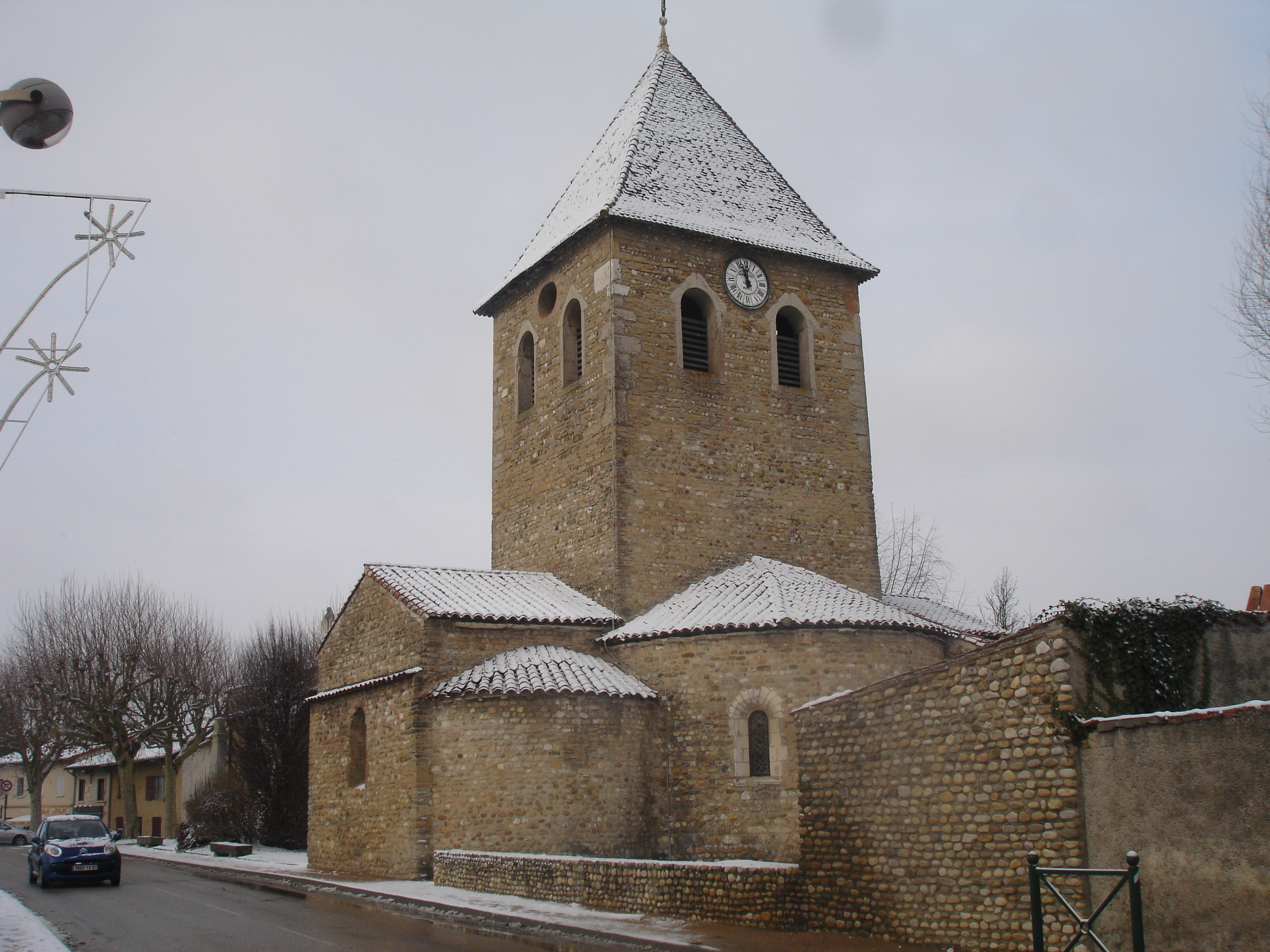
Kościół św. Michała z XIII w. (2010)

## Demografia
Według danych na styczeń 2012 roku gminę zamieszkiwało 2511 osób, a gęstość zaludnienia wynosiła 98,9 osoby/km².

Populacja Saint-Maurice-de-Gourdans w latach 1962–2008